# Александър Крайнов
Александър Крайнов е български волейболист, роден през 1979 година в Разлог. Играе за отбора на Пирин до старша възраст, след което преминава в „Левски Сиконко“. След многогодишен престой в Левски той облича екипа на Марек Дупница, след което отново се връща в Сиконко. По-късно играе в чужбина.